# سرآبسر فیروزآباد
سرآب سر فیروزآباد ، روستایی از توابع بخش فیروزآباد شهرستان کرمانشاه در استان کرمانشاه ایران است.

## جمعیت
این روستا در دهستان سرفیروزآباد قرار دارد و براساس سرشماری مرکز آمار ایران در سال ۱۳۸۵، جمعیت ۱۷۰۰ نفر (۳۰۰خانوار) بوده‌است.